# Memecylon bakossiense
Espèce
Statut de conservation UICN

 CR  : 
En danger critique
Memecylon bakossiense (R.D. Stone, Ghogue & Cheek) est une espèce de plantes à fleurs de la famille des Melastomataceae endémique des plaines camerounaises, découverte dans les monts Bakossi (région du Sud-Ouest) entre 350 et 650 mètres d'altitude. Avec une surface d'habitation de 20 km2 et une population en déclin, elle est considérée par l'UICN comme une espèce en danger critique d'extinction (CR).